# Empordà (vino)
Empordà  (nombre en catalán de la región del Ampurdán) es una denominación de origen que abarca la zona vinícola desde la sierra de la Albera hasta la sierra de Rodas y la Garrocha de Ampurdán. Regulada desde 1975, se denominaba «Empordà-Costa Brava» pero en el reglamento aprobado por la Generalidad de Cataluña el 16 de febrero de 2006, se eliminó la indicación Costa Brava.
El área de producción de la denominación de origen está distribuida en dos subzonas: 35 municipios al norte del Alto Ampurdán y 13 municipios al este del Bajo Ampurdán. Las viñas están en terrenos calcáreos que van desde el nivel del mar hasta los 200 m de altitud. El clima es mediterráneo, cálido y húmedo, refrescado por la tramontana.
La zona del Ampurdán constituye una cultura enológica antigua. Ampurias se considera tradicionalmente como la puerta de entrada por donde los griegos introdujeron el cultivo de la viña en la península.
Predominan los vinos rosados, afrutados y frescos, pero destaca el vino de garnacha del Ampurdán, un vino de licor tradicional elaborado con un mínimo del 90% de garnacha, según la técnica del vino de paja: la uva se deja secar sobre la paja antes del prensado.
La denominación de origen protegida Empordà obtuvo su registro ante la Unión Europea el 1 de agosto de 2009. También cuenta con registro ante la Organización Mundial de la Propiedad Intelectual desde 22 de junio de 2021.

## El entorno
La altitud alcanza hasta los 200 metros.
Los suelos tienen cierto contenido calizo y cerca de la costa algo de granito. Es terreno es suelto, permeable y pobre en materia orgánica.
El clima es mediterráneo influenciado por la Tramontana o Tramuntana, con una alta pluviosidad(sobre todo en invierno) de entre 600 mm. y los 700 mm. La temperatura media anual es de unos 16 °C,

## Uvas
Tintas
- Cariñena
- Garnacha
- Syrah
- Cabernet Sauvignon
- Merlot
- Tempranillo

Blancas
- garnacha blanca
- Macabeu,
- moscatel de Alejandría

## Añadas
- 1980 Regular
- 1981 Muy buena
- 1982 Muy buena
- 1983 Buena
- 1984 --
- 1985 Muy buena
- 1986 Muy buena
- 1987 Muy buena
- 1988 Buena
- 1989 Muy buena
- 1990 Buena
- 1991 Muy buena
- 1992 Buena
- 1993 Muy Buena
- 1994 Buena
- 1995 Muy Buena
- 1996 Muy buena
- 1997 Regular
- 1998 Excelente
- 1999 Muy buena
- 2000 Muy buena
- 2001 Muy buena
- 2002 Buena
- 2003 Muy buena
- 2004 Muy buena
- 2005 Excelente
- 2006 Muy buena
- 2007 Excelente
- 2008 Muy buena
- 2009 Muy buena
- 2010 Muy buena
- 2011 Muy buena
- 2012 Muy buena
- 2013 Muy buena
- 2014 Buena
- 2015 Buena
- 2016 Buena

## Bodegas
- Bodegas Trobat
- Bodega *lavinyeta
- Cavas del Castillo de Perelada, S.A.Celler Peralada
- Cooperativa Agrícola de Garriguella.
- Comercial Vinícola del Nordeste, S.A.
- Espelt Viticultors, S.L.
- Oliveda, S.A.
- Oliver Conti, S.L.
- Pere Guardiola, S.L.

## Ruta del Vino DO Empordà
Algunas bodegas del Ampurdán se agrupan bajo el paraguas de la Ruta del Vino DO Empordà para promover el enoturismo en la zona. Este ente lo coordina el Patronato de Turismo de la Costa Brava con la participación del Consejo regulador de la denominación de origen "Empordà". La Ruta del Vino DO Empordà tiene la finalidad de promover el destino enoturístico a nivel local e internacional. La ruta también aglutina otras ofertas turísticas del territorio vinculadas al mundo del vino y la vid.